# Élections législatives de 1876 dans le Lot
Les élections législatives de 1876 ont eu lieu les 20 février et 5 mars.

## Résultats à l'échelle du département
| Partis         | Partis              | Premier tour | Premier tour | Sièges |
| Partis         | Partis              | Voix         | %            | Sièges |
| -------------- | ------------------- | ------------ | ------------ | ------ |
|                | Bonapartistes       | 37 634       | 53,15        | 3      |
|                | Centre gauche       | 13 827       | 19,53        | 1      |
|                | Gauche républicaine | 8 057        | 11,38        | 0      |
|                | Légitimistes        | 6 204        | 8,76         | 0      |
|                | Orléanistes         | 5 085        | 7,18         | 0      |
|                |                     |              |              |        |
| Inscrits       | Inscrits            | 84 493       | 100,00       | 4      |
| Votants        | Votants             | 71 222       | 84,29        |        |
| Abstentions    | Abstentions         | 13 271       | 15,71        |        |
| Blancs et nuls | Blancs et nuls      | 415          | 0,58         |        |
| Exprimés       | Exprimés            | 70 807       | 99,42        |        |

## Résultats par arrondissement

### Arrondissement de Cahors

#### 1recirconscription
| Candidat       | Candidat                   | Parti          | Premier tour | Premier tour |
| Candidat       | Candidat                   | Parti          | Voix         | %            |
| -------------- | -------------------------- | -------------- | ------------ | ------------ |
|                | Joachim Joseph André Murat | Bonapartiste   | 10 027       | 80,29        |
|                | Adolphe Thiers             | Centre gauche  | 2 461        | 19,71        |
|                |                            |                |              |              |
| Inscrits       | Inscrits                   | Inscrits       | 15 353       | 100,00       |
| Votants        | Votants                    | Votants        | 12 600       | 82,07        |
| Abstention     | Abstention                 | Abstention     | 2 753        | 17,93        |
| Blancs et nuls | Blancs et nuls             | Blancs et nuls | 112          | 0,89         |
| Exprimés       | Exprimés                   | Exprimés       | 12 488       | 99,11        |

#### 2ecirconscription
| Candidat       | Candidat            | Parti           | Premier tour | Premier tour |
| Candidat       | Candidat            | Parti           | Voix         | %            |
| -------------- | ------------------- | --------------- | ------------ | ------------ |
|                | Adrien de Valon     | Bonapartiste    | 11 177       | 68,73        |
|                | Pierre Pagès-Duport | Constitutionnel | 3 552        | 21,84        |
|                | Léopold Limayrac    | Monarchiste     | 1 533        | 9,43         |
|                |                     |                 |              |              |
| Inscrits       | Inscrits            | Inscrits        | 19 425       | 100,00       |
| Votants        | Votants             | Votants         | 16 388       | 84,37        |
| Abstention     | Abstention          | Abstention      | 3 037        | 15,63        |
| Blancs et nuls | Blancs et nuls      | Blancs et nuls  | 126          | 0,77         |
| Exprimés       | Exprimés            | Exprimés        | 16 262       | 99,23        |

### Arrondissement de Figeac
| Candidat       | Candidat                   | Parti          | Premier tour | Premier tour |
| Candidat       | Candidat                   | Parti          | Voix         | %            |
| -------------- | -------------------------- | -------------- | ------------ | ------------ |
|                | Louis Theilhard            | Centre gauche  | 11 366       | 54,36        |
|                | Jean-Pierre de Lamberterie | Légitimiste    | 6 204        | 29,67        |
|                | De Turenne                 | Bonapartiste   | 3 339        | 15,97        |
|                |                            |                |              |              |
| Inscrits       | Inscrits                   | Inscrits       | 25 325       | 100,00       |
| Votants        | Votants                    | Votants        | 20 995       | 82,90        |
| Abstention     | Abstention                 | Abstention     | 4 330        | 17,10        |
| Blancs et nuls | Blancs et nuls             | Blancs et nuls | 86           | 0,41         |
| Exprimés       | Exprimés                   | Exprimés       | 20 909       | 99,59        |

### Arrondissement de Gourdon
| Candidat       | Candidat                     | Parti               | Premier tour | Premier tour |
| Candidat       | Candidat                     | Parti               | Voix         | %            |
| -------------- | ---------------------------- | ------------------- | ------------ | ------------ |
|                | François Dufour              | Bonapartiste        | 13 091       | 61,90        |
|                | Henri de Verninac-Saint-Maur | Gauche républicaine | 8 057        | 38,10        |
|                |                              |                     |              |              |
| Inscrits       | Inscrits                     | Inscrits            | 24 390       | 100,00       |
| Votants        | Votants                      | Votants             | 21 239       | 87,08        |
| Abstention     | Abstention                   | Abstention          | 3 151        | 12,92        |
| Blancs et nuls | Blancs et nuls               | Blancs et nuls      | 91           | 0,43         |
| Exprimés       | Exprimés                     | Exprimés            | 21 148       | 99,57        |